# Platymantis
Genre
Synonymes
- Lahatnanguri Brown, Siler, Richards, Diesmos & Cannatella, 2015
- Lupacolus  Brown, Siler, Richards, Diesmos & Cannatella, 2015
- Tahananpuno Brown, Siler, Richards, Diesmos & Cannatella, 2015
- Tirahanulap Brown, Siler, Richards, Diesmos & Cannatella, 2015

Platymantis est un genre d'amphibiens de la famille des Ceratobatrachidae.

## Répartition
Les 31 espèces de ce genre sont endémiques des Philippines.

## Liste des espèces
Selon Amphibian Species of the World (7 décembre 2015) :
- Platymantis banahao Brown, Alcala, Diesmos & Alcala, 1997
- Platymantis bayani Siler, Alcala, Diesmos & Brown, 2009
- Platymantis biak Siler, Diesmos, Linkem, Diesmos & Brown, 2010
- Platymantis cagayanensis Brown, Alcala & Diesmos, 1999
- Platymantis cornutus (Taylor, 1922)
- Platymantis corrugatus (Duméril, 1853)
- Platymantis diesmosi Brown & Gonzalez, 2007
- Platymantis dorsalis (Duméril, 1853)
- Platymantis guentheri (Boulenger, 1882)
- Platymantis hazelae (Taylor, 1920)
- Platymantis indeprensus Brown, Alcala & Diesmos, 1999
- Platymantis insulatus Brown & Alcala, 1970
- Platymantis isarog Brown, Brown, Alcala & Frost, 1997
- Platymantis lawtoni Brown & Alcala, 1974
- Platymantis levigatus Brown & Alcala, 1974
- Platymantis luzonensis Brown, Alcala, Diesmos & Alcala, 1997
- Platymantis mimulus Brown, Alcala & Diesmos, 1997
- Platymantis montanus (Taylor, 1922)
- Platymantis naomii Alcala, Brown & Diesmos, 1998
- Platymantis negrosensis Brown, Alcala, Diesmos & Alcala, 1997
- Platymantis paengi Siler, Linkem, Diesmos & Alcala, 2007
- Platymantis panayensis Brown, Brown & Alcala, 1997
- Platymantis polillensis (Taylor, 1922)
- Platymantis pseudodorsalis Brown, Alcala & Diesmos, 1999
- Platymantis pygmaeus Alcala, Brown & Diesmos, 1998
- Platymantis quezoni Brown, De Layola, Lorenzo, Diesmos & Diesmos, 2015
- Platymantis rabori Brown, Alcala, Diesmos & Alcala, 1997
- Platymantis sierramadrensis Brown, Alcala, Ong & Diesmos, 1999
- Platymantis spelaeus Brown & Alcala, 1982
- Platymantis subterrestris (Taylor, 1922)
- Platymantis taylori Brown, Alcala & Diesmos, 1999

## Étymologie
Le nom de ce genre vient du grec platys, plat, et du grec mantis, la rainette, en référence à l'aspect des espèces de ce genre.

## Publication originale
- Günther, 1858 : Neue Batrachier in der Sammlung des Britischen Museums. Archiv für Naturgeschichte, vol. 24, no 1, p. 319-328 (texte intégral).